# Umberto Branchini
Umberto Branchini (Modena, 17 luglio 1914 – Milano, 19 marzo 1997) è stato un promotore di pugilato professionale italiano.

## Biografia
Ha promosso o organizzato combattimenti in sei continenti durante la sua carriera, che è durata per sessanta anni. Nel 2004 è entrato nella International Boxing Hall of Fame nella categoria "non pugili";.
Ha diretto undici campioni del mondo e quarantatré campioni europei, tra cui Salvatore Burruni, Chartchai Chionoi, Pedro Carrasco, Franco Udella, Miguel Ángel Cuello, Rocky Mattioli, Kamel Bou Ali,  Loris e Maurizio Stecca.
Pregevole il lavoro di manager svolto in Italia, a partire dalla fine degli anni settanta, con la sua scuderia Totip. Con essa ha portato ai massimi livelli pugili come Lorenzo Zanon, gli stessi fratelli Stecca, Valerio Nati, Francesco Damiani, Luigi Minchillo e Vincenzo Nardiello.